# ریوالبا
ریوالبا (به ایتالیایی: Rivalba) یک کومونه در ایتالیا است که در استان تورین واقع شده‌است.

## خصوصیات
ریوالبا ۱۰٫۹ کیلومترمربع مساحت و ۱٬۰۲۸ نفر جمعیت دارد و ۳۲۸ متر بالاتر از سطح دریا واقع شده‌است.